# Pentamerida
Pentameriden (Pentamerida) sind ein ausgestorbenes Taxon von großwüchsigen Armfüßern (Brachiopoda) mit stark gewölbten impunctaten Schalen und einem kurzen Schlossrand. Sie bilden zusammen mit den Protorthida, Orthida, Rhynchonellida, Atrypida, Spiriferida, Athyridida und Terebratulida das Taxon Rhynchonellata, das seinerseits zum Unterstamm der Rhynchonelliformea zählt.

## Merkmale
Das stark gewölbte bikonvexe Gehäuse besitzt kräftig entwickelte Schlosszähne und Schlossfortsätze (Kardinalia), löffelförmig zusammenlaufende Zahnstützen (Spondylium) und ein offenes Delthyrium (Stielöffnung) ohne Deltidialplättchen. Die Gruppe wurde erstmals 1931 von Charles Schuchert und G. Arthur Cooper benannt.

## Systematik
Die Pentameriden sind eine verhältnismäßig kleine Gruppe, ihre bekanntesten Vertreter sind die Gattungen Conchidium aus dem Ordovizium bis Devon und Pentamerus aus dem Silur.